# Словенцы в Австралии
Словенцы в Австралии (англ. Slovene Australians) — этническая группа, диаспора словенского народа, компактно проживающая на территории современной Австралии. По переписи населения Австралии 2001 года, на территории страны проживают 14,189 словенцев (ещё более двух тысяч указали, что прибыли из Словении) говорящих на словенском и альпийском диалекте словенского языка.
Некоторые словенцы считают себя австрийцами, по той причине, что мигрировали в Австралию из Австро-Венгерской Империи.
До 1990 года число иммигрантов было не велико. Происходили закономерные всплески иммиграции беженцев во время Первой и Второй Мировых Войн. А также во время жестоких чисток в рядах коммунистов, которые устраивал диктатор Социалистической Республики Югославия Броз Тито.
В начале 1990-х, после жестоких балканских войн и распада Югославии, число иммигрантов значительно увеличилось.

## Известные персоны
- Таня Плиберсек — австралийский политик[1].
- Аурелио Видмар — австралийский футболист и футбольный тренер[1].
- Тони Видмар — австралийский футболист[1].
- Дана Фалетич — австралийская гребчиха.
- Дамиан Мори — австралийский футболист[1].